# Ilmare
Ilmare, là vệ tinh tự nhiên duy nhất của thiên thể ngoài Hải Vương tinh 174567 Varda. Nó có tên gọi khác là Varda I. Ilmare được khám phá vào ngày 26 tháng 4 năm 2019. Nó có đường kính được ước lượng là 320 – 360 km (khoảng một nửa so với hành tinh chủ).